# Vier klassische Romane
Als die Vier Klassischen Romane (chinesisch 四大名著, Pinyin sì dà míngzhù – „die vier berühmten Werke“) der chinesischen Literatur gelten:
- das Sānguó Yǎnyì (三國演義 / 三国演义), um 1390 (Die Geschichte der Drei Reiche) von Luo Guanzhong
- das Shuǐhǔ Zhuàn (水滸傳 / 水浒传), um 1573 (Die Räuber vom Liang-Schan-Moor) von Shi Nai’an bzw. Luo Guanzhong
- das Xīyóujì (西遊記 / 西游记), 1590 (Die Reise nach Westen) von Wu Cheng’en
- das Hónglóumèng (紅樓夢 / 红楼梦), um 1750 bis 1792 (Der Traum der Roten Kammer) von Cao Xueqin

Sie werden um ein weiteres Werk ergänzt, das ursprünglich Teil der Aufzählung war, jedoch während des 19. Jahrhunderts gegen das Hónglóumèng ausgetauscht wurde:
- das Jīnpíngméi (金瓶梅), um 1596 bis 1610 (Die Pflaumenblüte in der goldenen Vase) von einem unbekannten Autor

Das Jīnpíngméi wird trotz seiner Verdrängung aus dem Kanon der vier Klassiker häufig als der „fünfte klassische Roman“ bezeichnet.

## Abgrenzung
Nicht zu verwechseln sind sie mit den Vier Büchern.